# Kanton Évaux-les-Bains
Der Kanton Évaux-les-Bains (okzitanisch Canton Evaus) ist seit 1790 ein französischer Kanton im Arrondissement Aubusson im Département Creuse in der Region Nouvelle-Aquitaine; sein Hauptort ist Évaux-les-Bains.

## Lage
Der Kanton liegt im Osten des Départements Creuse.

## Geschichte
Der Kanton entstand am 15. Februar 1790. Von 1801 bis 2015 gehörten acht Gemeinden zum Kanton Évaux-les-Bains. Mit der Neuordnung der Kantone in Frankreich wechselten weitere neun Gemeinden zum Kanton Évaux-les-Bains. Diese kommen aus dem ehemaligen Kanton Chambon-sur-Voueize.

## Gemeinden
Der Kanton besteht aus 17 Gemeinden mit insgesamt 6029 Einwohnern (Stand: 1. Januar 2022) auf einer Gesamtfläche von 404,04 km²:
| Gemeinde               | Einwohner 1. Januar 2022 | Fläche km² | Dichte Einw./km² | Code INSEE | Postleitzahl |
| ---------------------- | ------------------------ | ---------- | ---------------- | ---------- | ------------ |
| Arfeuille-Châtain      | 196                      | 20,50      | 10               | 23005      | 23700        |
| Auge                   | 92                       | 9,97       | 9                | 23009      | 23170        |
| Budelière              | 713                      | 25,07      | 28               | 23035      | 23170        |
| Chambon-sur-Voueize    | 827                      | 33,58      | 25               | 23045      | 23170        |
| Chambonchard           | 79                       | 12,86      | 6                | 23046      | 23110        |
| Évaux-les-Bains        | 1.285                    | 45,55      | 28               | 23076      | 23110        |
| Fontanières            | 255                      | 15,91      | 16               | 23083      | 23110        |
| Lépaud                 | 371                      | 24,12      | 15               | 23106      | 23170        |
| Lussat                 | 409                      | 46,86      | 9                | 23114      | 23170        |
| Nouhant                | 301                      | 25,75      | 12               | 23145      | 23170        |
| Reterre                | 262                      | 17,54      | 15               | 23160      | 23110        |
| Saint-Julien-la-Genête | 218                      | 11,91      | 18               | 23203      | 23110        |
| Saint-Priest           | 150                      | 22,34      | 7                | 23234      | 23110        |
| Sannat                 | 347                      | 34,00      | 10               | 23167      | 23110        |
| Tardes                 | 119                      | 21,40      | 6                | 23251      | 23170        |
| Verneiges              | 124                      | 7,59       | 16               | 23259      | 23170        |
| Viersat                | 281                      | 29,09      | 10               | 23261      | 23170        |
| Kanton Évaux-les-Bains | 6.029                    | 404,04     | 15               | 2308       | –            |

Bis zur landesweiten Neuordnung der französischen Kantone im März 2015 gehörten zum Kanton Boussac die acht Gemeinden Arfeuille-Châtain, Chambonchard, Évaux-les-Bains, Fontanières, Reterre, Saint-Julien-la-Genête, Saint-Priest und Sannat. Sein Zuschnitt entsprach einer Fläche von 180,61 km2. Er besaß vor 2015 einen anderen INSEE-Code als heute, nämlich 2315.

### Bevölkerungsentwicklung des alten Kantons bis 2012
| 1962  | 1968  | 1975  | 1982  | 1990  | 1999  | 2006  | 2012  |
| ----- | ----- | ----- | ----- | ----- | ----- | ----- | ----- |
| 4.785 | 4.393 | 3.986 | 3.711 | 3.516 | 3.150 | 3.178 | 3.044 |

## Politik
Bei der Wahl zum Generalrat des Départements Creuse am 22. März 2015 gewann das Gespann Nicolas Simonnet/Marie-Thérèse Vialle (Union de la droite) bereits im Ersten Wahlgang gegen zwei andere Kandidatenpaare mit einem Stimmenanteil von 54,23 % (Wahlbeteiligung:62,37 %).
| Vertreter im conseil général des Départements | Vertreter im conseil général des Départements | Vertreter im conseil général des Départements |
| Amtszeit                                      | Name                                          | Partei                                        |
| --------------------------------------------- | --------------------------------------------- | --------------------------------------------- |
| 1964–2001                                     | Serge Cléret                                  | PSU, dann PS, danach UDF                      |
| 2001–2015                                     | François Radigon                              | DVG                                           |
| 2015–                                         | Nicolas Simonnet Marie-Thérèse Vialle         | Union de la droite                            |